# Helmersen (Adelsgeschlecht)

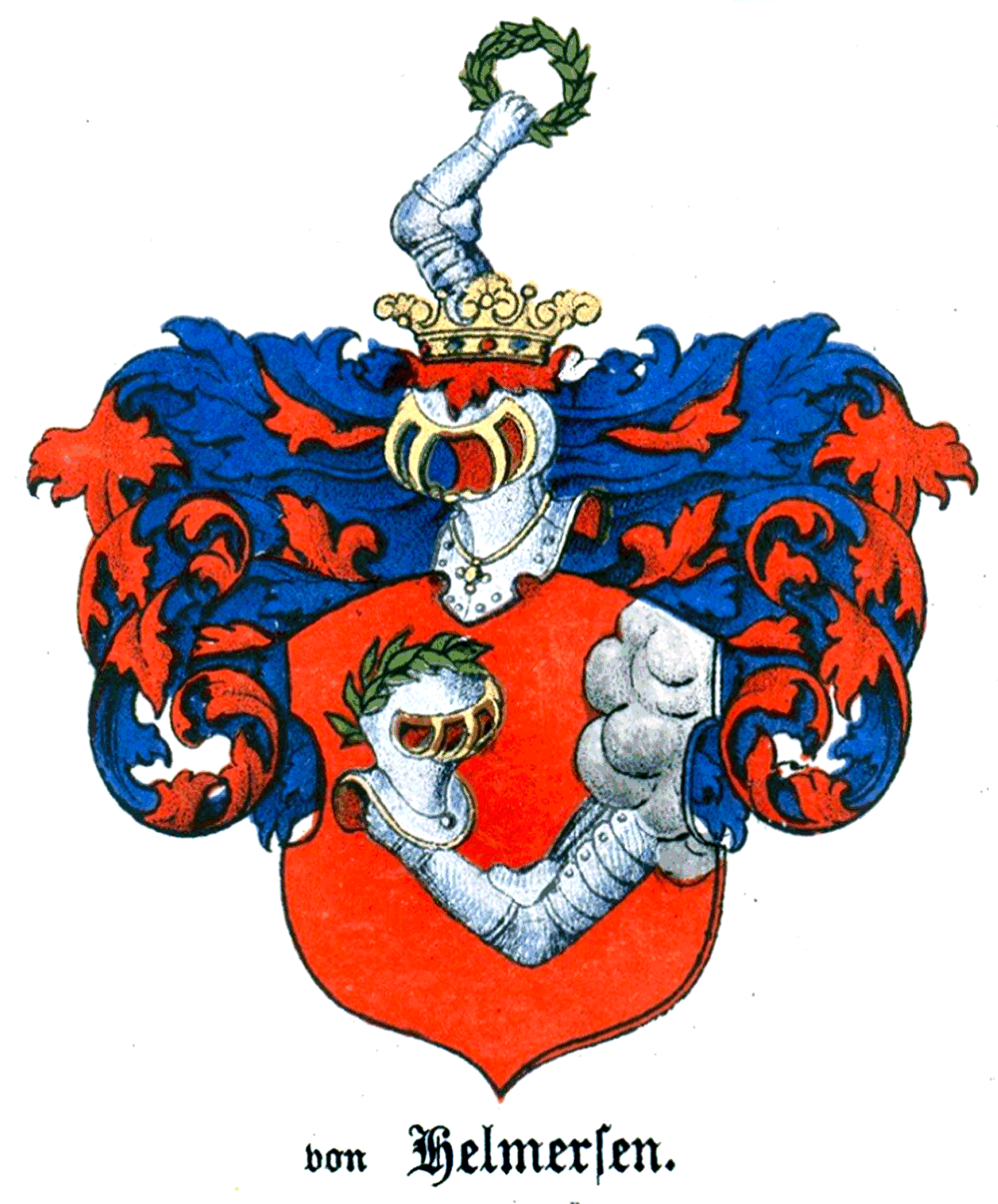
Wappen derer von Helmersen

Helmersen (auch Helmes, russisch Гельмерсен) ist der Name eines baltischen Adelsgeschlechts. Die Familie besteht gegenwärtig fort.

## Geschichte
Die Stammreihe des Geschlechts beginnt mit Moritz Helmers (urkundl. 1520–1562) in Hamburg, dessen in Braunschweig geborener Enkel Paul Helmes 1585 als Kaufmann nach Riga übersiedelte. Er erwarb 1593 das dortige Bürgerrecht, trat 1600 der Großen Gilde bei und wurde schließlich 1608 in den Stadtrat berufen. Durch Einheirat in einflussreiche Familien und Parteinahme für die Schweden konnte er sein Ansehen und seinen Wohlstand ausbauen, wurde 1617 Landvogt und 1620 Oberkämmerer der Stadt. Damit legte er eine solide Basis für den weiteren Aufstieg der Familie in den nachfolgenden Generationen. Er starb im am 22. März 1634 in Riga. 
In der vierten Generation konnten lediglich zwei von vier Brüdern den Stamm fortsetzten. Paul (* 1603; † 1657) wurde Sekretär des livländischen Generalgouvernements, Assessor des Hofgerichts und schließlich 1643 Ritterschaftssekretär. Er erwarb in Südlivland und Kurland einigen Güterbesitz und erhielt von der schwedischen Vormundschaftsregierung am 1. August 1643 ein Nobilitierungsdiplom. Diese wurde ihm am 30. Januar 1645 von Königin Christina bestätigt. Bereits am 31. Mai 1651 ließ er sich das Diplom von der schwedischen Krone renovieren, wobei sein Bruder Johann (* 1622; † vor 1672) einbezogen wurde, und die Familie den Namen von Helmersen erhielt. Letzterer wurde ebenfalls Sekretär des livländischen Generalgouvernements sowie Assistenzrat und konnte wie sein Bruder einigen Güterbesitz in seiner Hand versammeln. Beide wurden die Stifter der zwei Hauptlinien des Geschlechts.
1742 immatrikulierte sich das Geschlecht bei der Livländischen Ritterschaft (Nr. 70). 1745 wurde der Eintrag für das Haus Kremon erneuert (Nr. 86). Otto Magnus von Helmersen (* 1748; † 1808), russischer Major und Kreisrichter sowie sein Bruder Benedikt von Helmersen (* 1760; † 1824), russischer Leutnant, beide aus dem Hause Kremon, erwarben am 27. April 1789 das Indigenat in Estland – Eintrag bei der Estländischen Ritterschaft. Aus der jüngeren Linie wurde Reinhold von Helmersen (* 1801; † 1857), am 2. Februar 1846 in die oeselschen Adelsmatrikel aufgenommen (Nr. 98). Im Jahr 1875 schließlich wurde das Geschlecht auch auf die kurländische Ritterbank aufgenommen, wodurch die v. Helmersen noch gegenwärtig in allen vier baltischen Ritterschaften vertreten sind.

## Wappen
- Das Stammwappen zeigt im Schild einen erhobenen gepanzerten Arm, in der Faust einen gefüllten Geldbeutel haltend. Auf dem Helm zwei Büffelhörner.
- Das Wappen von 1643 zeigt in Rot einen aus einer natürlichen Wolke hervorragenden silbernen geharnischten Arm, in der Hand einen linksgekehrten mit grünem Lorbeerkranz gekrönten Spangenhelm. Auf dem Helm mit roten und blauen Decken ein silberner geharnischter Arm, in der Hand den grünen Lorbeerkranz haltend.

## Angehörige

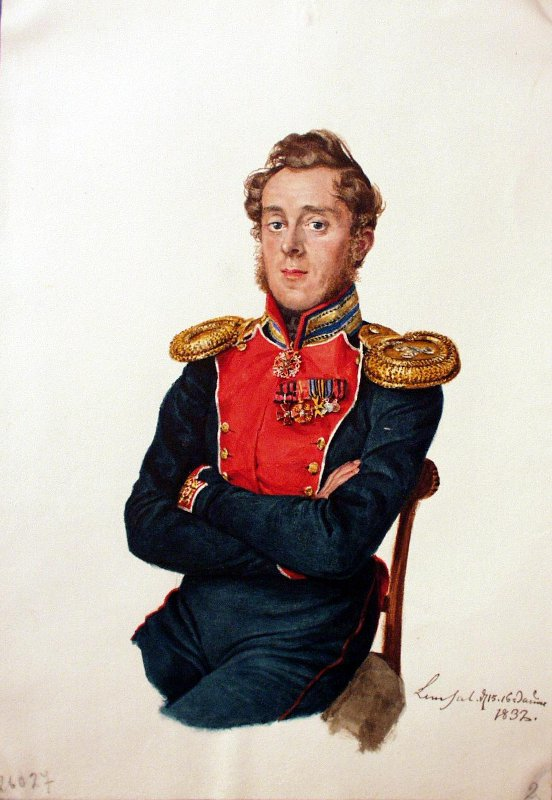
Alexander von Helmersen

- Claudius Magnus von Helmersen (1721–1802), livländischer Landrat
- Otto Friedrich Helmersen (1728–1785), Statthalter von Oesel, russischer Oberst
- Peter Bernhard von Helmersen (1775–1860), russischer Artillerie-Leutnant, Staatsrat, Direktor des kaiserlichen Theaters in St. Petersburg
  - Alexander von Helmersen (1797–1850), russischer Generalleutnant und Direktor des Kadettenkorps
  - Paul von Helmersen (1801–1894), Lehrer und Beamter zu bestimmten Aufträgen des Großfürsten Nikolai
    - Wilhelm von Helmersen (1840–nach 1914), russischer Militärrichter und Generalleutnant
    - Nikolai von Helmersen (1842–1908), russischer Generalfeldzeugmeister, großfürstlicher Adjutant und Kurator
      - Sergej von Helmersen, russischer Generalfeldzeugmeister

  - Gregor von Helmersen (1803–1885), deutsch-baltischer Geologe und Forschungsreisender
    - Wilhelm von Helmersen (1838–1887), russischer Hofrat
- Peter von Helmersen (1838–1877), Forschungsreisender, russischer Oberst im Generalstab
- Ludwig von Helmersen (1843–1904), Direktor der Baltischen Bahngesellschaft, Wirklicher Staatsrat
- Erwin von Helmersen (1914–1949), SS-Hauptsturmführer, Lagerarzt in dem Konzentrationslager KZ Auschwitz-Birkenau